# Pieczątka

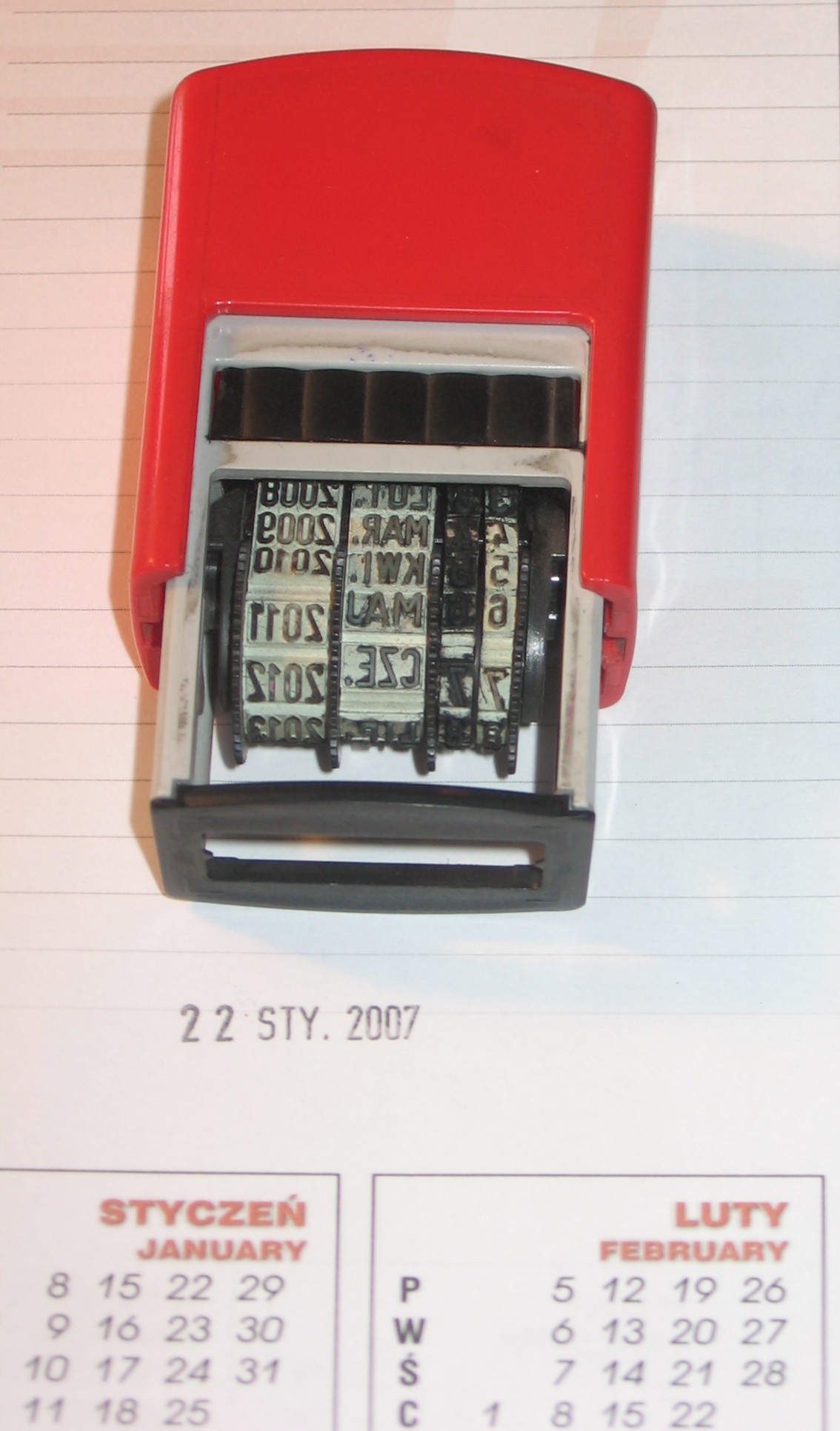
Pieczątka – datownik

Pieczątka ma za zadanie pozostawienie trwałego odcisku na papierze lub innym podłożu, w odróżnieniu od pieczęci nie wymaga używania dodatkowego nośnika odbitki (laku itp.).

## Podział pieczątek
- ze względu na nośnik odbijający (gumkę):
  - pieczątki w technologii Pre-Ink (np. błyskowej) – materiał naświetlany jest przy pomocy specjalnego urządzenia błyskowego, bez uwalniania toksycznych oparów (jak ma to miejsce przy grawerowaniu laserem).
  - pieczątki polimerowe – matryca wykonana jest z fotopolimeru utwardzonego światłem UV.
  - pieczątki [gumowe] – matryca wykonana jest z gumy wulkanizowanej gdzie matryca powstaje z użyciem składu zecerskiego.
  - matryca jest grawerowana przy użyciu lasera CO2
  - suchy stempel – odcisk stempla wyciskany jest a nie odbijany
  - pieczątki techniczne – np. do stemplowania jajek lub innych wyrobów spożywczych

- ze względu na obudowę:
  - automaty samotuszujące, pobierające tusz z wymiennej poduszki.
  - automatyczne pieczątki niewymagające wymiany poduszek, z możliwością dolania tuszu, bez konieczności wymiany poduszek.
  - kieszonkowe oprawy w technologii pre-ink.
  - sporadycznie już spotykane, używane w zeszłym wieku kołki z tworzywa lub drewna wymagające zastosowania zewnętrznej poduszki i stojaka.
  - duże pieczątki księgowe z główką typu DF lub RM odbijające dużą powierzchnię wzoru pieczątki bez dodatkowych akcesoriów.
  - pieczątki specjalne, wbudowane np. w długopis, pieczątki wielokolorowe, ze zdjęciem lub podpisem.

## Techniki wytwarzania
- pieczątki pre-ink
- pieczątki polimerowe
- pieczątki laserowe